# Elton (nome)
Elton  è un nome proprio di persona inglese maschile.

## Origine e diffusione
Riprende il cognome inglese Elton, a sua volta derivante da numerosi toponimi omonimi, il cui significato in inglese antico è "città di Ella" oppure "città delle anguille" (rispettivamente Ella's town ed eel's town in inglese).

## Onomastico
Il nome è adespota, non essendo portato da alcun santo. L'onomastico ricade quindi il 1º novembre, giorno di Ognissanti.

## Persone
- Elton Brand, cestista statunitense
- Elton Brown, cestista statunitense

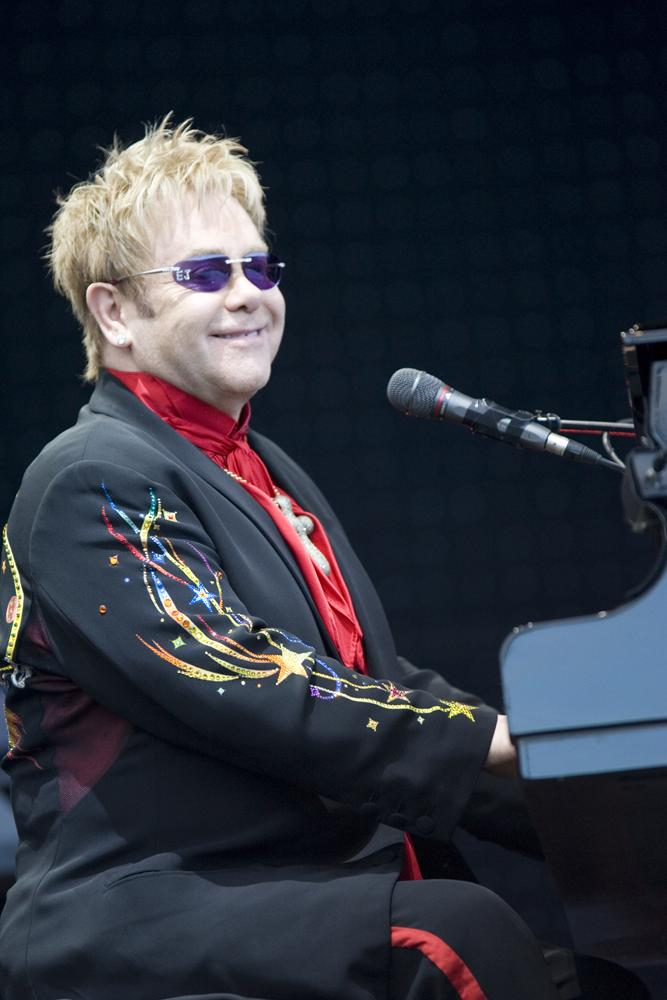
Elton John

- Elton Dean, sassofonista britannico
- Elton Flatley, rugbista a 15 australiano
- Elton Gallegly, politico statunitense
- Elton John, cantautore, compositore e musicista britannico
- Elton Mayo, psicologo e sociologo australiano
- Elton McGriff, cestista statunitense
- Elton Nesbitt, cestista statunitense
- Elton Tyler, cestista statunitense